# Eddie Jebb
Pour les articles homonymes, voir Jebb.
Eddie Jebb (né à Birkenhead le 31 décembre 1981) est un footballeur anglais évoluant au poste d'attaquant.
Il est champion du pays de Galles 2010-2011.
Il est le cousin de son coéquipier, ancien Alan Bull et a déjà joué en sa compagnie, à Cammell Laird.

## Carrière européenne
Eddie Jebb fait ses débuts en coupe de l'UEFA le 15 juillet 2010 à l'occasion du match FC Honka-Bangor City (1-1).

## Palmarès
Bangor City
- Championnat
  - Vainqueur : 2011.

## Statistiques
| Saison      | Club        | Pays                 | Championnat        | Coupes nationales | Coupes européennes |
| ----------- | ----------- | -------------------- | ------------------ | ----------------- | ------------------ |
| 2009 - 2010 | Bangor City | Welsh Premier League | 15 matchs / 2 buts | -                 | -                  |
| 2010 - 2011 | Bangor City | Welsh Premier League | 28 matchs / 2 buts | 4 matchs          | 4 matchs / 1 but   |
| 2011 - 2012 | Bangor City | Welsh Premier League | 11 matchs          | -                 | -                  |

Dernière mise à jour le 2 janvier 2012